# 常栄寺 (鎌倉市)
常栄寺（じょうえいじ）は神奈川県鎌倉市大町に所在する日蓮宗寺院。山号は慧雲山。鎌倉時代からあった草庵を慶長11年（1606年）に日祐尼が開基し、日詔上人が開山した。本尊は三宝祖師。後述の縁起によりぼたもち寺（牡丹餅寺）の名で知られる。旧本山は比企谷妙本寺、池上・神楽坂法縁。

## 歴史
寺伝によれば、鎌倉時代に源頼朝が山上に由比ガ浜を遠望するための桟敷を作ったのが興りとされる。ここを守護していた印東祐信の妻の日蓮宗の尼僧（「桟敷の尼」といわれる）が、文永8年（1271年）の龍ノ口法難の折り、処刑のため刑場（現・龍口寺）に引かれて行く日蓮に胡麻ぼたもちを捧げた、という伝承がある。この後に日蓮は刑を免れたことから｢御首継ぎに胡麻の餅｣として有名になった。
江戸時代、紀州徳川家家老水野重良の娘で日蓮宗に帰依した日祐尼が開基し、池上本門寺14世日詔が開山した。常栄寺の寺名はこの桟敷の尼の法名｢妙常日栄｣がもととなったとも言われている。
法難のあった毎年9月12日には、参詣人にもぼた餅が供養接待されている。

## アクセス
- 鎌倉駅東口より徒歩約7～10分
- 駐車不可